# Melissus van Samos
Melissus van Samos (Oudgrieks: Μέλισσος ο Σάμιος), Grieks filosoof van de school der Eleaten, werd waarschijnlijk geboren rond 500 v.Chr.
Volgens Diogenes Laërtius, was hij niet alleen een denker, maar ook een politiek leider in zijn geboortestad, en had gezag over de vloot die de Atheners versloegen in 442 v.Chr. Dezelfde auteur zegt dat hij een leerling van Parmenides en Heraclitus was, maar die bewering is onwaarschijnlijk, ten gevolge van tegenstrijdigheid in data.
Zijn werken, fragmenten die door Simplicius van Cilicië werden bewaard en zijn volgens het bewijsmateriaal van Aristoteles toegewijd aan de verdediging van de doctrine van Parmenides. Ze zijn geschreven in Ionisch Grieks en bestaan uit lange series argumenten. Het zijnde is volgens hem eeuwig. Het kan geen begin hebben gehad omdat het niet uit het niets kan zijn ontstaan (ex nihilo nihil). Het kan niet lijden aan vernietiging; het is onmogelijk voor iets om niets te worden, en als het een ander iets zou worden, dan zou er geen vernietiging zijn.
Volgens Simplicius week hij hier van Parmenides af toen hij onderscheid maakte tussen het zijnde en het absoluut zijnde. Hij gaat door met aan te tonen dat het eeuwige zijnde ook in omvang onbeperkt moet zijn en, daarom één en onveranderlijk. Iedere verandering door interne of externe bron, is volgens hem ondenkbaar; het ene varieert niet in hoeveelheid en soort. Er kunnen geen verdelingen zijn binnen deze eenheid, zo'n verdeling impliceert ruimte of leegte; maar leegte is niets, en bestaat daarom niet. Daaruit volgt logisch verder dat het zijnde geen lichamelijk gestalte aan kan nemen/zijn, aangezien elk lichaam uit delen bestaat en een formaat heeft.

- Bibsys: 95003447
- Bibliothèque nationale de France: cb122156852 (data)
- Catàleg d'autoritats de noms i títols de Catalunya: 981058523522306706
- Gemeinsame Normdatei: 118732854
- International Standard Name Identifier: 0000 0004 1999 6186
- Library of Congress Control Number: n82103038
- Nationale Bibliotheek van Israël: 987007437203005171
- Nationale Bibliotheek van Polen: a0000003699361
- Nederlandse Thesaurus van Auteursnamen: 069053537
- Réseau des bibliothèques de Suisse occidentale: 02-A000112840
- Istituto Centrale per il Catalogo Unico: PALV017164
- Système universitaire de documentation: 027687058
- Virtual International Authority File: 305863212
- WorldCat: E39PCjwGGtY9rWT9gwQj8bvXbb